# 巴伊亚州伊塔瓜苏
巴伊亚州伊塔瓜苏（葡萄牙語：Itaguaçu da Bahia）是巴西巴伊亚州的一个市镇。总面积4396.339平方公里，总人口8738人，人口密度2人/平方公里。